# Elecciones en Saba
Saba tiene un sistema multipartidista. Saba fue un miembro de las Antillas Neerlandesas hasta su disolución en 2010. Saba es actualmente un cuerpo público de Países Bajos.

## Elecciones Generales
- Elecciones generales de Saba de 1975
- Elecciones generales de Saba de 1979
- Elecciones generales de Saba de 1983
- Elecciones generales de Saba de 1987
- Elecciones generales de Saba de 1991
- Elecciones generales de Saba de 1995
- Elecciones generales de Saba de 1999
- Elecciones generales de Saba de 2003
- Elecciones generales de Saba de 2007
- Elecciones generales de Saba de 2011
- Elecciones generales de Saba de 2015